# Feuerwehr Reutlingen
Die Feuerwehr Reutlingen besteht aus 13 Abteilungen der Freiwilligen Feuerwehr und der Abteilung Berufsfeuerwehr der Stadt Reutlingen, d. h. über 450 freiwillige Einsatzkräfte, etwa 85 Beamte des feuerwehrtechnischen Dienstes sowie 150 Jugend- und 130 Kinderfeuerwehrleute.

## Geschichte
Die Freie Reichsstadt Reutlingen war Mitte des 19. Jahrhunderts von der aufkommenden Textilindustrie geprägt. Die Echaz lieferte die notwendige Wasserkraft für Bleich- und Gerbgewerbe. Das Feuerlöschwesen wurde durch „Feuerrotten“ aufrechterhalten, in die fast alle männlichen Stadtbewohner eingeteilt wurden. Wesentliches Löschgerät war der lederne Feuereimer. Diesen hatte jeder Bürger selbst zu stellen.
100 Jahre nach dem verheerenden Stadtbrand im Jahr 1726, bei dem 80 % der Gebäude in Reutlingen den Flammen zum Opfer fielen, wurde 1826 die Rettungsgesellschaft gegründet. Ihr folgte 1847 die Gründung der Freiwilligen Feuerwehr Reutlingen, die bis heute als Abteilung Stadtmitte in der Feuerwehr Reutlingen weiterbesteht. Die Abteilung Stadtmitte gehört somit zu den ältesten Feuerwehren Baden-Württembergs.
In der damals noch selbstständigen Gemeinde Betzingen holte sich am 3. Februar 1857 die Zusage vom königlichen Oberamt ein, dass „Bei einem in dortiger Gemeinde ausbrechenden Brande aus Reutlingen 12, aus Eningen 12 und aus Pfullingen 12 (Zusammen 36) wohlgeübte erfahrene Feuerwehrmänner zur Hülfe eilen…“. Die Bedingung war jedoch, dass die Gemeinde Ausrüstung anschaffte, was jedoch den Ratsherren zu teuer war.

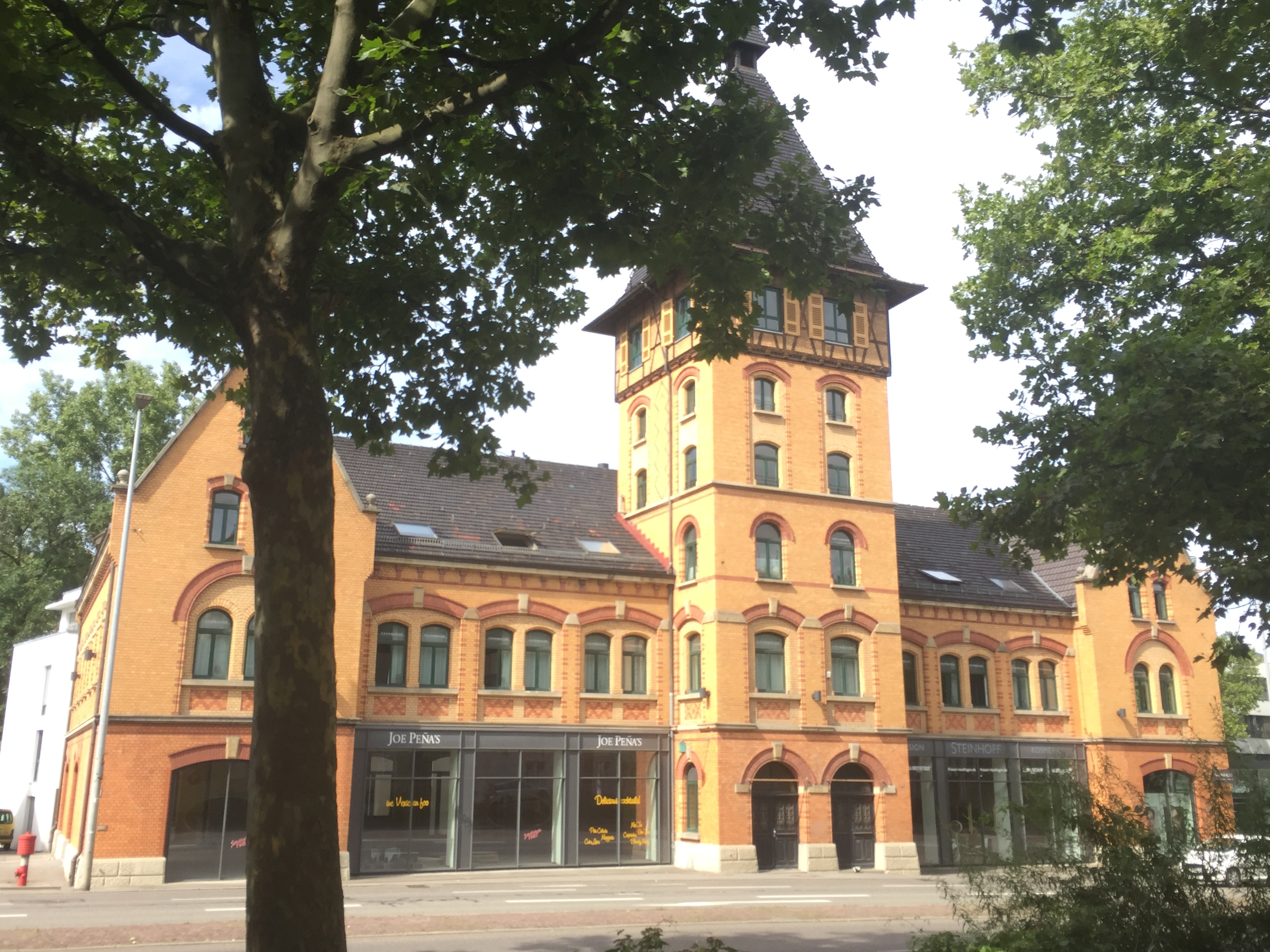
Alte Feuerwache

Bereits 1898 wurde mit der Alten Feuerwache in Reutlingen ein modernes Feuerwehrmagazin gebaut. Im Jahr 2003 zog die Feuerwehr vom Ledergraben in ein neues Magazin an der Feuerwache an der Hauffstraße. Dort wurde gemeinsame Feuerwache für die künftige Berufsfeuerwehr und die Freiwillige Feuerwehr Reutlingen Abteilung Stadtmitte im April 2003 fertiggestellt. Die neue Feuerwache entstand in einem Gewerbegebiet aus der ehemaligen Zentralwerkstatt der Technischen Betriebsdienste Reutlingen. Das Gelände ist wesentlich weitläufiger als das Umfeld der Alten Feuerwache und bietet Stellplätze für 30 Fahrzeuge und 16 Abrollbehälter. Dort sind die integrierte Leitstelle, diverse Werkstätten sowie das Ausbildungszentrum der Feuerwehren untergebracht.
Am 1. Januar 2004 wurde dort die Berufsfeuerwehr in Reutlingen gegründet. Zuvor war seit 1984 eine hauptamtliche Feuerwache aufgebaut worden, nachdem bei der Volkszählung 1984 festgestellt wurde, dass Reutlingen über 100.000 Einwohner zählt und somit eine Berufsfeuerwehr vorhalten muss. Dies wurde bis Ende 2003 über eine Ausnahmegenehmigung durch das Innenministerium umgangen. Sie war damit die 100. Berufsfeuerwehr in Deutschland.
In Reutlingen wird das „2-Säulen-Modell“ gelebt – die Abteilungen der Freiwilligen Feuerwehr und die Abteilung Berufsfeuerwehr sind 2 gleichberechtigte Partner im Reutlinger Brandschutz.
Die Reutlinger Feuerwehr ist einer der Hauptakteure des jährlichen, sogenannten „Reutlinger Sicherheitstages“. Er dient als formaler Grund für einen verkaufsoffenen Sonntag in der Innenstadt und wird vom Stadtmarketing und RT-Aktiv veranstaltete.

### Feuerwehrmuseum
In der neuen Feuerwache wurde ein kleines Feuerwehrmuseum mit mehr als 200 Exponaten eingerichtet. Dort werden die Geschichte und die Entwicklung des Feuerlöschwesens in Reutlingen dargestellt.

### Bedeutende Einsätze
- Im Jahr 1995 kam es bei der Firma Reiff (Automobilzulieferer) zum größten Brand in der Nachkriegsgeschichte der Reutlinger Feuerwehr. Das Reifen-Freilager brannte auf einer Länge von 20 m × 70 m in voller Ausdehnung. Einstürzende Reifenregale ließen eine Feuerbrücke zur Produktionshalle entstehen. Trotz massiver Bekämpfung konnte ein Übergreifen des Feuers nicht verhindert werden. Der Brand kam vermutlich durch Brandstiftung zustande. Insgesamt waren 630 Feuerwehrleute im Einsatz.[1]
- Am 31. Dezember 2006 kam es zum Großbrand bei der Firma Robert Bosch GmbH im Werk Rommelsbach. Die Werkfeuerwehr der Robert Bosch GmbH, die Berufsfeuerwehr Reutlingen und verschiedene Abteilungen der Freiwillige Feuerwehr sowie Freiwillige Feuerwehren anderer Gemeinden waren im Einsatz.
- Der Hagelsturm von Reutlingen am 28. Juli 2013.

### Aus-/Fortbildung
In der Feuerwache Reutlingen findet sowohl für die FF wie für die BF Fortbildungen und spezielle Schulungen statt.

### Integrierte Leitstelle
Alle Notrufe unter „112“ laufen in der Integrierten Leitstelle Reutlingen auf. Die Leitstelle ist mit Feuerwehrleuten und Mitarbeitern des DRK-Kreisverbandes Reutlingen besetzt. Sie ist das „Kommunikationszentrum“ für die nichtpolizeiliche Gefahrenabwehr im Landkreis Reutlingen. Sie wurde im Oktober 1998 von drei gleichberechtigten Partnern DRK-Kreisverband Reutlingen, dem Landkreis Reutlingen und der Stadt Reutlingen gemeinsam betrieben.
Reutlingen war die erste Großstadt in Baden-Württemberg, die eine Integrierte Leitstelle einrichtete, während diese in anderen Ländern schon üblich waren. Jährlich werden in der Leitstelle Reutlingen rund 75.000 Hilfeersuchen abgearbeitet.

## Sondereinheiten
In den Sondergruppen der Feuerwehr werden sowohl Kräfte der Berufsfeuerwehr (BF) wie der Freiwilligen Feuerwehr (FF) eingesetzt. Mit dem Bau des Scheibengipfeltunnels wurde aus BF und FF eine Rettungswehr-Einheit gegründet, die sich auf die Rettung im Tunnel vorbereitet. Die Sondereinheiten setzten sich wie folgt zusammen (mit Abteilungsnummer):

### 21 Führungsunterstützungseinheit
Die Feuerwehr Reutlingen unterhält eine Führungsgruppe als Sondereinheit, um den Einsatzleiter bei größeren Schadensereignissen zu unterstützen. Diese wird regelmäßig ab der Führungsstufe C im Einsatzleitwagen 2 oder im Führungsraum der Feuerwache tätig und arbeitet gemeinsam mit weiteren Führungskräften als Einsatzleitung Großschadensereignisse ab.

### 22 Gefahrstoffeinheit
Die Gefahrstoffeinheit wird aus Angehörigen der Freiwilligen Feuerwehrabteilungen gebildet.

### 23 Tauchergruppe
Die Tauchergruppe wird aus Angehörigen der Berufsfeuerwehr und den Freiwilligen Feuerwehrabteilungen gebildet.

### 24 Höhenrettungsgruppe
Auch die Höhenrettungsgruppe wird aus Angehörigen der Berufsfeuerwehr und den Freiwilligen Feuerwehrabteilungen gebildet und arbeitet mit der Bergwacht des DRK zusammen.

### 25 Kommunikationstechnikgruppe
Damit die Einsatzleitung der Feuerwehr ihre Aufgaben durchführen kann benötigt sie ausreichende Informations- und Kommunikationstechnische Mittel.

### 26 Dokumentationsgruppe
Die Dokumentationsgruppe wurde gegründet um Veranstaltungen mit besonderen öffentlichen oder politischen Bedeutungen bildlich oder filmisch zu dokumentieren. Ebenso ist sie bei größeren Übungen und Aktivitäten der Einsatzmannschaften und Jugendfeuerwehr mit dabei. Bei Einsätzen mit besonderen Gefahren- oder Schadenslagen, Ausmaßen und Dimensionen wird sie ebenfalls alarmiert bzw. angefordert.

## Besondere Fahrzeuge

### Hilfeleistungslöschgruppenfahrzeug (HLF 20)
Das Hilfeleistungslöschgruppenfahrzeug 20 ist bei der BF und der Abteilung Stadtmitte im Einsatz.

### Feuerwehrkran (FWK 70)
Der Kranwagen Liebherr LTM 1070 wird für Schwerlast-Bergungen von der BF eingesetzt.

### Spezial-Aufbauten
Für die Gefahrstoffbekämpfung, andere Umweltschutzmaßnahmen und den Katastrophenschutz hat die BF Reutlingen diverse Spezialausrüstung in Abrollbehältern (Standard-Container) bereit. Neben Ausrüstung zur Bekämpfung von Chemikalien hält sie auch einen Abrollbehälter Sandsack/Energie vor, mit dem schnell Sandsäcke produziert werden können.

### Personal
Rund 85 Berufsfeuerwehrmänner und -frauen sind bei der Berufsfeuerwehr beschäftigt. Tagsüber sind zwölf Einsatzkräfte plus vier Einsatzkräfte aus der Tagesdienstverstärkung im Dienst. Nachts reduziert sich die Zahl auf elf Einsatzkräfte in der Feuerwache.
Die Ergänzungseinheit zur Berufsfeuerwehr stellt die jeweils ortszuständige Freiwillige Feuerwehr.

## Freiwillige Feuerwehr
Die Freiwillige Feuerwehr besteht derzeit aus 13 Abteilungen in den Reutlinger Ortsteilen. Die Abteilungen der Freiwilligen Feuerwehr Reutlingen sind fest in der Alarm- und Ausrückeordnung der Feuerwehr Reutlingen integriert und Bestandteil des Rüst- bzw. Löschzuges. Selbstständig rücken die Abteilungen der Freiwilligen Feuerwehr etwa 500–600-mal pro Jahr aus.

### Abteilungen
Die Feuerwehrhäuser der Freiwilligen Feuerwehr Reutlingen sind auf die folgenden Stadtteilen verteilt (mit Abteilungsnummer):
- 01 Stadtmitte
- 02 Betzingen
- 03 Ohmenhausen
- 04 Sondelfingen
- 05 Mittelstadt
- 06 Rommelsbach
- 07 Oferdingen
- 08 Gönningen
- 09 Bronnweiler
- 10 Degerschlacht
- 11 Sickenhausen
- 12 Altenburg
- 13 Reicheneck

### Ausrüstung
In allen Abteilungen werden verschiedene Löschgruppenfahrzeuge (LF) und jeweils ein Mannschaftstransportfahrzeug (MTf) eingesetzt.
Hinzu kommen Sonderfahrzeuge in den Abteilungen Stadtmitte (4 Wechselladerfahrzeuge (WLF), Drehleiter (DLA-K 23/12), Tanklöschfahrzeug (TLF 4000), Rüstwagen (RW2), Gerätewagen-Transport (GW-T), in Betzingen eine Drehleiter (DLA-K), Mittelstadt Wechselladerfahrzeug (WLF), Oferdingen 2 Löschgruppenfahrzeuge 20 Katastrophenschutz (LF 20 KatS) Schlauchwagen (SW 2000), Gönningen Löschgruppenfahrzeug 20 Katastrophenschutz (LF20-KatS).

## Jugendfeuerwehren / Kinderfeuerwehr
Über 170 Jungen und Mädchen zwischen 10 und 17 Jahren sind in derzeit 13 unterschiedlichen Stadtteilen aktiv. Die Jugendfeuerwehr Reutlingen ist eine der personalstärksten in Baden-Württemberg.
Seit einigen Jahren gibt es in Reutlingen eine Kinderfeuerwehr. Hier werden bereits die Kinder im Alter zwischen 6 und 10 Jahren mit dem Thema Feuerwehr vertraut gemacht, lernen aber auch Neues z. B. über ihren Stadtteil kennen. Derzeit gibt es 150 Mitglieder in der Kinderfeuerwehr in fast allen Stadtteilen.

## Werkfeuerwehr
Die Robert Bosch GmbH hat in der Stadt Reutlingen große Werke. Die Stadt Reutlingen kann im Bedarfsfall auf die Werkfeuerwehr des Unternehmens zurückgreifen. Diese verfügt über einen ELW 1, zwei HULF, einen GW-G, einen KEF, einen KTW sowie einige Löschgruppenfahrzeuge.